# Juan Sebastián González
Juan González (Cartagena, Colombia, 1976) es un político colombiano nacionalizado estadounidense. Fue director principal del Consejo Nacional de Seguridad para el Hemisferio Occidental durante el gobierno de Joe Biden.

## Reseña biográfica
Casado con la californiana Sarah Platts, a González también se lo conoce por ser muy “familiero” y dedicado a su hijo Sebastián y a su beba recién nacida, Emma. Llegó a Nueva York, Estados Unidos con sus padres a los 7 años, estudió Ciencias en la Universidad de Buffalo y luego obtuvo un máster en Estudios latinoamericanos en la Georgetown University, donde suelen estudiar quienes buscan ser parte del servicio exterior. Luego sirvió como voluntario de las Fuerzas de Paz en Guatemala. Activo en el Partido Demócrata.

## Carrera política
Ingresó al Departamento de Estado en 2004, como jefe de gabinete del subsecretario para la región, Arturo Valenzuela. Durante la administración de Barack Obama, se desempeñó como subsecretario de Estado para Asuntos Occidentales en el Departamento de Estado y en la Casa Blanca. González pasó al Consejo de Seguridad Nacional, donde realizó múltiples viajes a la región con Biden. Ya fuera de la Casa Blanca, y durante la presidencia de Donald Trump, siguió fuertemente ligado a los temas latinoamericanos desde la consultora Cohen Group.
Fue nombrado director principal del Consejo Nacional de Seguridad para el Hemisferio Occidental durante la administración Biden. El 15 de febrero de 2024 González se anunció la salida de su puesto tras una serie de concesiones que no han dado frutos. La salida de Juan González, en medio de confianza para la Casa Blanca en asuntos de Venezuela y después el Consejo de Seguridad Nacional, su primera visita a Venezuela ocurrió el 5 de marzo de 2022 buscando aliviar sanciones contra Venezuela. Quien será reemplazado por Daniel P. Erikson.